# Canton de Melun-Nord
Le canton de Melun-Nord est une ancienne division administrative française, située dans le département de Seine-et-Marne et la région Île-de-France.

## Composition

### De sa création à 1976
Il était composé des communes de :
- Melun (partie Nord)
- Nandy
- Savigny-le-Temple
- Cesson
- Vert-Saint-Denis
- Livry-sur-Seine
- Voisenon
- Maincy
- Le Mée-sur-Seine
- Rubelles
- Vaux-le-Pénil
- Montereau-sur-le-Jard
- Seine-Port
- Boissise-la-Bertrand
- Boissettes
- Saint-Germain-Laxis

### De 1976 à 2015
Le canton de Melun-Nord groupait 7 communes jusqu'en mars 2015 :
- Maincy, 1 785 habitants
- Melun (partie nord de la commune)
- Montereau-sur-le-Jard, 588 habitants
- Rubelles, 1 883 habitants
- Saint-Germain-Laxis, 543 habitants
- Vaux-le-Pénil, 11 589 habitants
- Voisenon, 1 155 habitants

Il a été inclus dans le nouveau canton de Melun.

## Histoire
Le Canton de Melun-Nord est démembré en 1976.
Sont créés :
Le Canton de Savigny-le-Temple et le Canton du Mée-sur-Seine.

## Représentation

### Conseillers généraux de 1833 à 2015
| Période           | Identité                                                           | Parti                     | Qualité |
| ----------------- | ------------------------------------------------------------------ | ------------------------- | --- |
| 1833-1842         | Duc Charles de Choiseul-Praslin                                    | Conservateur              | Propriétaire à Maincy Chevalier d'honneur de la Duchesse d'Orléans Député (1839-1842), Pair de France (1845-1847)                                  |
| 1842-1845         | Nicolas Passeleu                                                   |                           | Avocat, avoué, juge suppléant à Melun |
| 1845-1847 (décès) | Duc Charles de Choiseul-Praslin                                    | Conservateur              | Propriétaire à Maincy Député (1839-1842), Pair de France (1845-1847)                                                                               |
| 1848-1867         | Félix Poyez                                                        |                           | Avoué, maire de Melun (1848-1851, 1856-1871) |
| 1867-1871         | Comte Horace de Choiseul-Praslin (fils de Ch. de Choiseul-Praslin) | Conservateur              | Ancien militaire, maire de Maincy Sous-secrétaire d'État (1880)                                                                                    |
| 1871-1908 (décès) | Jean-Baptiste Michel Nivet                                         | Rad.                      | Meunier, adjoint au Maire de Melun |
| 1908-1910         | René Villeneuve                                                    | Républicain Progressiste  | Avoué, conseiller municipal de Melun |
| 1910-1919         | Eugène Delaroue                                                    | Rad.                      | Professeur - Maire de Melun (1904-1919) Député (1914-1919)                                                                                         |
| 1919-1922         | Joseph-Dominique Robillard                                         | Rad.                      | Avoué et avocat - Adjoint au Maire de Melun |
| 1922-1934         | Henry Cravoisier                                                   | URD                       | Directeur général de compagnie d'assurances Député (1928-1932) - Maire de Melun (1919-1924)                                                        |
| 1934-1940         | Gabriel Houdart (1879-1956)                                        | RG                        | Avoué-avocat Maire de Melun (1924-1944) Nommé membre de la Commission administrative départementale en 1941 Nommé conseiller départemental en 1943 |
|                   |                                                                    |                           | |
| 1945-1970         | Emile Raymond                                                      | DVD                       | Médecin à Melun |
| 1970-1982         | Pierre Lespiat                                                     | CD puis MRG puis UDF-Rad. | Médecin à Melun |
| 1982-1994         | Pierre Carassus                                                    | PS puis MDC               | Contrôleur à la poste Maire de Vaux-le-Pénil (1989-2012)                                                                                           |
| 1994-2001         | Richard Brun                                                       | UDF-Rad.                  | Chef d'entreprise Maire-adjoint de Melun Suppléant du député Yves Jégo (2002-2007)                                                                 |
| 2001-2015         | Jacky Laplace                                                      | MDC puis app. PS          | Fonctionnaire territorial Ancien Conseiller Municipal de Melun (1983-1995) puis Conseiller municipal de Rubelles (2014-2020)                       |

### Conseillers d'arrondissement (de 1833 à 1940)
Le canton de Melun Nord avait deux conseillers d'arrondissement.
| Période                                  | Période          | Identité                                               | Étiquette   | Qualité |
| ---------------------------------------- | ---------------- | ------------------------------------------------------ | ----------- | --- |
| 1833                                     | 1836             | Claude Cordier (1794-1876)                             |             | Marchand de laines, mégissier, maire du Mée                                                                                  |
| 1833                                     | 1836             | Alexandre Drouyn, Vicomte de Luys (décédé en 1850)     |             | Receveur général des finances, maire de Melun (1832-1835)                                                                    |
| 1836                                     | 1848             | M. Rabourdin                                           |             | |
| 1836                                     | 1839             | M. Cordier                                             |             | |
| 1836                                     | 1843 (démission) | Antoine Henry Jules Bernard de La Fortelle (1785-1848) |             | Ancien lieutenant de Chasseurs, notaire, maire de Melun (1824-1831 et 1837-1843), propriétaire Rue Vieille-du-Temple à Paris |
| 1843                                     | 1845             | M. Clément                                             |             | |
| 1845                                     | 1848             | M. Fréteau de Pénil                                    |             | |
|                                          |                  |                                                        |             | |
| 1871                                     | 1879 (démission) | M. Gabry                                               |             | |
| 1871                                     | 1880             | M. Robillard                                           | Républicain | Conseiller municipal de Melun                                                                                                |
| 18 août 1879                             |                  | M. Dubus                                               | Républicain | Cultivateur à Vaux-le-Pénil                                                                                                  |
| 1880                                     |                  | Simon-Charles Porchon                                  | Républicain | Adjoint au maire de Melun |
| 1886                                     |                  | Antoine-Suzanne Lebelin de Chatellenot                 | Républicain | Agent voyer retraité, Melun                                                                                                  |
|                                          |                  |                                                        |             | |
|                                          | 1893 (décès)     | François-Etienne Rollin                                |             | Ingénieur, maire de Boissise-la-Bertrand                                                                                     |
|                                          |                  |                                                        |             | |
| 1895                                     | 1901             | Célestin Dethire                                       |             | Corroyeur à Melun |
| 1895                                     | 1895 (décès)     | M. Legrand                                             |             | |
|                                          |                  |                                                        |             | |
| 1901                                     | 1919             | Jules Martin                                           |             | Maire de Cesson |
| 1901                                     | 1919             | Auguste-Louis-Joseph Ganot                             |             | Industriel, conseiller municipal de Melun                                                                                    |
| 1919                                     | 1931             | Ambroise Prô                                           | Radical     | Maire de Vaux-le-Pénil |
| 1925                                     | 1931             | Émile Blatrix                                          | Radical     | Propriétaire à Melun |
| 1931                                     | 1940             | Maurice Frétard                                        | Droite      | Entrepreneur de transports, Premier adjoint au maire de Melun                                                                |
| 1931                                     | 1940             | René Piollet                                           | Droite-PSF  | Industriel papetier, propriétaire du château de Saint-Leu, maire de Cesson (1930-1945)                                       |
| 1940                                     |                  |                                                        |             | Les conseils d'arrondissement ont été suspendus par la loi du 12 octobre 1940 et n'ont jamais été réactivés                  |
| Les données manquantes sont à compléter. |                  |                                                        |             | |

## Primaire présidentielle socialiste de 2011
| Candidats      | Candidats          | Étiquette      | Voix           | %       | Melun A1 | %       | Melun B2 | %       | Vaux-le-Pénil A1 | %       | Vaux-le-Pénil B2 | %       |
| -------------- | ------------------ | -------------- | -------------- | ------- | -------- | ------- | -------- | ------- | ---------------- | ------- | ---------------- | ------- |
|                | François Hollande  | PS             | 496            | 40,52 % | 77       | 40,96 % | 86       | 36,91 % | 164              | 44,09 % | 169              | 39,21 % |
|                | Martine Aubry      | PS             | 356            | 29,08 % | 59       | 31,38 % | 69       | 29,61 % | 101              | 27,15 % | 127              | 29,47 % |
|                | Arnaud Montebourg  | PS             | 201            | 16,42 % | 19       | 10,11 % | 38       | 16,31 % | 69               | 18,55 % | 75               | 17,40 % |
|                | Manuel Valls       | PS             | 93             | 7,60 %  | 20       | 10,64 % | 18       | 7,73 %  | 26               | 6,99 %  | 29               | 6,73 %  |
|                | Ségolène Royal     | PS             | 78             | 6,37 %  | 13       | 6,91 %  | 21       | 9,01 %  | 13               | 3,49 %  | 31               | 7,19 %  |
|                | Jean-Michel Baylet | PRG            | 1              | 0,1 %   | 0        | 0 %     | 1        | 0,1 %   | 0                | 0 %     | 0                | 0 %     |
|                |                    |                |                |         |          |         |          |         |                  |         |                  |         |
| Votants        | Votants            | Votants        | Non disponible |         |          |         |          |         |                  |         |                  |         |
| Exprimés       | Exprimés           | Exprimés       | 1 225          |         |          |         |          |         |                  |         |                  |         |
| Blancs et nuls | Blancs et nuls     | Blancs et nuls | Non disponible |         |          |         |          |         |                  |         |                  |         |

Source : – site des primaires socialistes 

## Démographie
| 1962 | 1968 | 1975 | 1982 | 1990   | 1999   | 2006   | 2011   | 2012   |
| ---- | ---- | ---- | ---- | ------ | ------ | ------ | ------ | ------ |
| -    | -    | -    | -    | 35 165 | 37 019 | 38 300 | 37 822 | 38 422 |